# Tomoya Hayashi
Tomoya Hayashi (林 友哉 Hayashi Tomoya?), född 27 augusti 1999 i Kagoshima prefektur, är en japansk fotbollsspelare.
Hayashi började sin karriär 2018 i Kamatamare Sanuki.